# Стремильче
Стремильче (укр. Стремільче) — село в Лопатинской поселковой общине Шептицкого района Львовской области Украины.
Население по переписи 2001 года составляло 454 человека. Занимает площадь 1,54 км². Почтовый индекс — 80235. Телефонный код — 3255.